# 컬럼비아곶

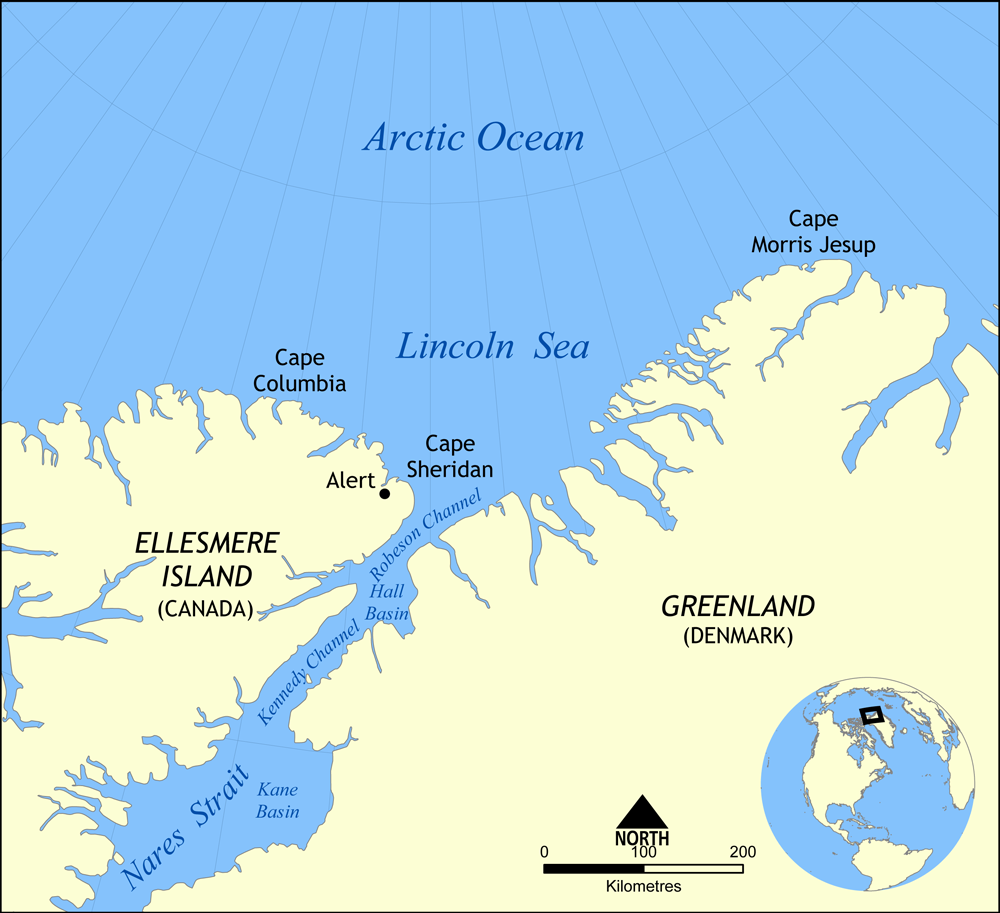
컬럼비아곶과 링컨해

컬럼비아곶(Cape Columbia)은 캐나다의 최북단으로 누나부트 준주의 엘즈미어섬에 있다. 링컨해 해안선의 가장 서쪽에 해당하며, 그린란드를 제외한 지구의 최북단 육지이다. 북극점에서 769 km 떨어져 있다.